# فرودگاه شهرستان آلن
فرودگاه شهرستان آلن (به انگلیسی: Allen County Airport) یک فرودگاه همگانی بهره‌برداری هوایی است که یک باند فرود بتن دارد و طول باند آن ۱۶۷۶ متر است. این فرودگاه در شهر لولا، کانزاس کشور ایالات متحده آمریکا قرار دارد و در ارتفاع ۳۰۹ متری از سطح دریا واقع شده است.